# Кафр-аль-Лухуф
Кафр-аль-Лухуф (англ. Kafr al-Luhf, араб. كفر اللحف) — поселення в Сирії, що складає невеличку друзьку общину в нохії Ес-Сувейда, яка входить до складу однойменної мінтаки Ес-Сувейда в південній сирійській мухафазі Ес-Сувейда.